# Corlaer (wijk)
Corlaer is een wijk in de Gelderse stad Nijkerk. In dit omvangrijke project werd in 1989 begonnen met bouwen.
In deze wijk liggen ook veel aparte fietspaden. In deze wijk lag tot 2007 het Corlaer College, waar in alle vormen van het voortgezet onderwijs behalve gymnasium wordt lesgegeven. Met ingang van 2007 ligt deze school in de wijk De Terrassen. De wijk grenst aan de andere wijken Schulpkamp, Boerderijakkers, De Kamers, De Bogen, De Terrassen en Spoorkamp. Ten noorden van de wijk ligt de grens bij de Holkerweg (ofwel de N806), in het oosten ligt de grens bij de Van Middachtenstraat (ofwel de N301). Daarna loopt de grens via de Amersfoortseweg naar de Dominee Kuypersstraat.
In het centrale deel van de wijk liggen een aantal straatnamen die eindigen op -goed, zoals Husselmansgoed en Oortmansgoed. Deze namen verwijzen naar boerderijen die in dit gebied lagen voordat het werd gebruikt voor nieuwbouw. Verder zijn er straten vernoemd naar Novelprijswinnaars, zoals Asserhof en Debyehof. Er zijn daarnaast ook straten vernoemd naar veldnamen, bijvoorbeeld Fenteler.

## Geschiedenis
De wijk is vernoemd naar Arent van Corlaer, een ontdekkingsreiziger geboren in Nijkerk. Corlaer was de eerste wijk met handgemaakte wateren in Nijkerk. Aan de Eindthovenhof, dat aan de rand van deze wijk ligt, staat nog steeds de oude boerderij "Corlear", waar Arent van Corlear geboren is. Die boerderij lag op de Nautenase Steeg, een weg die afgebroken is ten behoeve van de bouw van de wijk. De naam "Nautena" werd daarna nog wel gebruikt als naam voor verschillende fietspaden die door de wijk lopen.
Centrum · Schulpkamp · Rensselaer · Paasbos · Strijland · Beulekamp · Luxool · Hazeveld · Bruins Slotlaan · Corlaer · Groot Corlaer (Boerderijakkers · De Kamers) · De Bogen · De Terrassen · Doornsteeg · Het Spaanse Leger

Bedrijventerreinen:
Arkervaart · Watergoor · Spoorkamp · De Flier